# Yorushika
Yorushika (яп. ヨルシカ Ёрусика) — японский рок-дуэт, образованный в 2017 году и состоящий из композитора n-buna и вокалистки suis. Название проекта взято из текста его песни «Kumo to Yurei» (яп. 雲と幽霊): «Ёру сика мо нэмурэдзу ни» (яп. 夜しかもう眠れずに, «Я могу спать только ночью»).

## История
До основания группы n-buna вёл успешный канал на видеохостинге Niconico, на который он в 2012 году начал загружать вокалоидную музыку. В 2013 году его композиция «Tomei Elegy» (яп. 透明エレジー) возглавила ежедневный рейтинг для песен вокалоидов на платформе. Также он выпустил два альбома на лейбле U&R Records — филиале компании Dwango, владеющей Niconico.
На протяжении долгого времени suis являлась поклонницей творчества n-buna, и они познакомились через общего знакомого. Затем suis как приглашённая вокалистка выступила на двух сольных концертах n-buna в Токио. Позже он предложил ей поучаствовать в формировании Yorushika, так как искал «более человеческий» голос для музыки, в отличие от вокалоидов. К началу 2021 года дуэт выпустил три мини-альбома и три студийных альбома, которые занимали верхние строчки хит-парадов Oricon и Billboard Japan Hot 100. С момента создания проекта его популярность стремительно росла, что критики связывали с тем, что тексты песен ориентированы прежде всего на молодёжь. В 2018 году их песня «Tada Kimi ni Hare» (яп. ただ君に晴れ) обрела особую известность в приложении TikTok.
Для аниме-фильма A Whisker Away, премьера которого состоялась в июне 2020 года, Yorushika исполнил открывающую и закрывающую композиции: «Hana ni Borei» (яп. 花に亡霊) и «Usotsuki» (яп. 嘘月). В 2021 году группа записала финальную тему «Shonen Jidai» (яп. 少年時代) для японской версии анимационного фильма «Лука». В 2022 году Yorushika исполнил музыкальную тему «Chinokate» (яп. チノカテ) для дорамы Maho no Rinobe (яп. 魔法のリノベ). В 2024 году Yorushika выпустили песню Sunny (яп. 晴る), которая стала второй открывающей темой для аниме-сериала Sousou no Frieren.

## Стиль
Музыка Yorushika описывается обозревателями как страстная и оптимистическая, с которой сочетаются глубокие тексты песен, часто содержащие идеи любви и человеческих эмоций и вдохновлённые литературными произведениями, например Масудзи Ибусэ и Жюля Верна. Особенностью дуэта является то, что личность и внешность участников держатся в тайне. Они очень редко появляются на публике, причём никогда не показывают лица, а за всё время существования коллектива провели лишь несколько концертов.

## Участники
- n-buna (Набуна) — композитор
- suis (Суи) — вокал

## Дискография

### Мини-альбомы
| Дата выхода    | Название                                                   | Высшие позиции | Высшие позиции |
| Дата выхода    | Название                                                   | Oricon         | Japan Hot 100  |
| -------------- | ---------------------------------------------------------- | -------------- | -------------- |
| 28 июня 2017   | Natsukusa ga Jyama wo Suru (夏草が邪魔をする)              | 32             | 35             |
| 9 мая 2018     | Makeinu ni Encore wa Iranai (負け犬にアンコールはいらない) | 5              | 6              |
| 27 января 2021 | Creation (創作)                                            | 4              | 2              |

### Студийные альбомы
| Дата выхода     | Название                                                 | Высшие позиции | Высшие позиции |
| Дата выхода     | Название                                                 | Oricon         | Japan Hot 100  |
| --------------- | -------------------------------------------------------- | -------------- | -------------- |
| 10 апреля 2019  | Dakara Boku wa Ongaku wo Yameta (だから僕は音楽を辞めた) | 5              | 5              |
| 28 августа 2019 | Elma (エルマ)                                            | 3              | 2              |
| 29 июля 2020    | Plagiarism (盗作)                                        | 2              | 1              |

## Награды и номинации
| Год  | Церемония                  | Награда                        | Номинируемая работа | Итог      |
| ---- | -------------------------- | ------------------------------ | ------------------- | --------- |
| 2020 | 34-я Japan Gold Disc Award | Лучшие пять новых исполнителей |                     | Победа    |
| 2020 | MTV Europe Music Awards    | Лучший японский исполнитель    |                     | Номинация |
| 2021 | 13-я CD Shop Awards        | Награда финалисту              | Plagiarism (盗作)   | Победа    |
| 2021 | Space Shower Music Awards  | Лучший поп-исполнитель         |                     | Номинация |